# Ran-naalhi
Ran-naalhi is een van de onbewoonde eilanden van het Kaafu-atol behorende tot de Maldiven.